# Alan Kardec
Alan Kardec, właśc. Alan Kardec de Souza Pereira Junior (ur. 12 stycznia 1989 w Barra Mansa) – brazylijski piłkarz występujący na pozycji napastnika. Swoją profesjonalną karierę zaczynał w swoim ojczystym kraju w CR Vasco da Gama. 1 września 2009 został wypożyczony do SC Internacional, a 22 grudnia tego samego roku sprzedany do Benfiki Lizbona. W 2011 roku został wypożyczony do Santosu FC. Kardec wystąpił w 15 spotkaniach reprezentacji Brazylii do lat 20 strzelając 6 goli.